# 白俄罗斯国徽
白俄羅斯國徽在1995年白俄羅斯共和國全民公投通過後启用，取代了原有的柏康利亚徽號。國徽上的彩帶圖案採用和白俄羅斯國旗一樣的顏色，另外又有白俄羅斯版圖、小麥穗和紅色五角星等圖案。白俄羅斯國徽有時被稱為「白俄羅斯紋章」，不過由於國徽缺乏一些紋章學的元素，所以這是不正確的稱謂。事實上，現時的國徽受到白俄羅斯共和国的前身白俄罗斯苏维埃社会主义共和国，即白俄羅斯蘇維埃社會主義共和國國徽的影響，兩者亦因而極之相似。除它之外，不少如塔吉克斯坦、烏茲別克斯坦和德涅斯特河地區等等現時採用的國徽或徽章，設計上都留有蘇聯時代的影子。
2012年起，白俄罗斯政府修改了国旗和国徽的视觉风格。2020年2月，白俄罗斯议会考虑对该国徽图案和样式进行更新，其中国徽地球仪将以白俄罗斯为中心，地球颜色并改为红色，并显示了更多的欧洲的版图而不是俄罗斯的疆土。2021年1月7日，白俄罗斯新版本的国徽以第83-3号法令对外发布。

## 描述

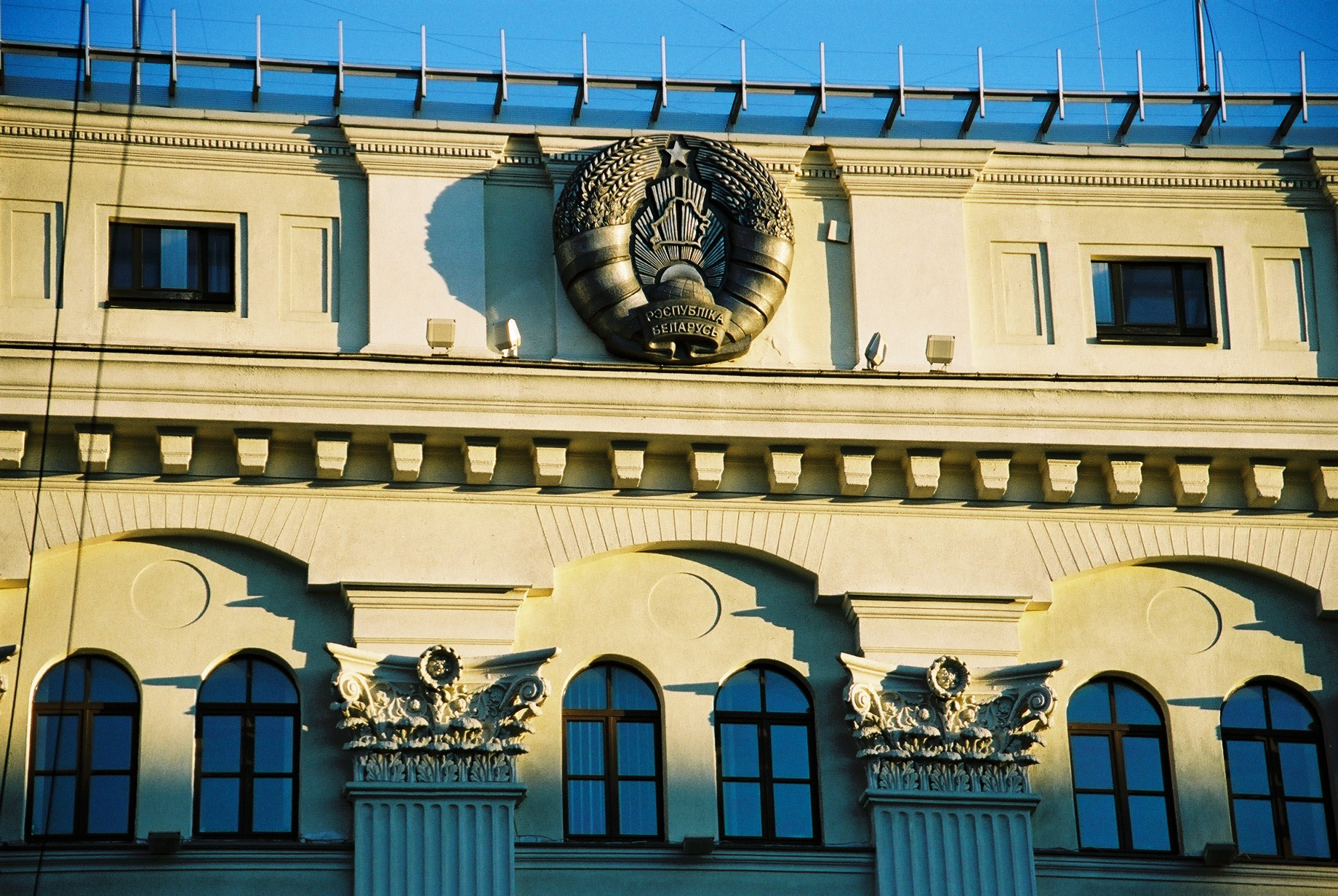
位於明斯克一座建築上的國徽

### 設計
國徽的正中心是白俄羅斯的版圖，疊加在金色及呈放射狀的太陽光之上。光束的源頭是一個太陽圖案，但它一半的部份被一個更大的地球圖案遮掩。這個地球圖案同樣只有一半，入面以红色和藍色分別顯示部分歐亞大陸及水域。國徽的左右兩側被襯托上鮮花的小麥秸稈包圍，左方的鮮花是苜蓿花；右方則是亞麻花。縈繞著兩邊小麥秸稈的是一道白俄羅斯國旗顔色的赤綠相間彩帶，彩帶的正中部份另以白俄羅斯文寫上「白俄羅斯共和國」的字樣，字體呈金黃色。國徽頂頭正上方是一顆紅色五角星。

### 象徵
國徽的內容不附帶任何「官方」的象徵意義。目前的國徽僅以前白俄羅斯蘇維埃社會主義共和國國徽的樣式為參考。兩者主要的差異是，蘇聯時代的國徽包含一些代表共產主義的象徵（例如錘子與鐮刀和純紅色絲帶等），這都是現時的國徽所沒有的，但是其仍然保留了在苏联时代象征共产党领导的红星。

### 相關法例

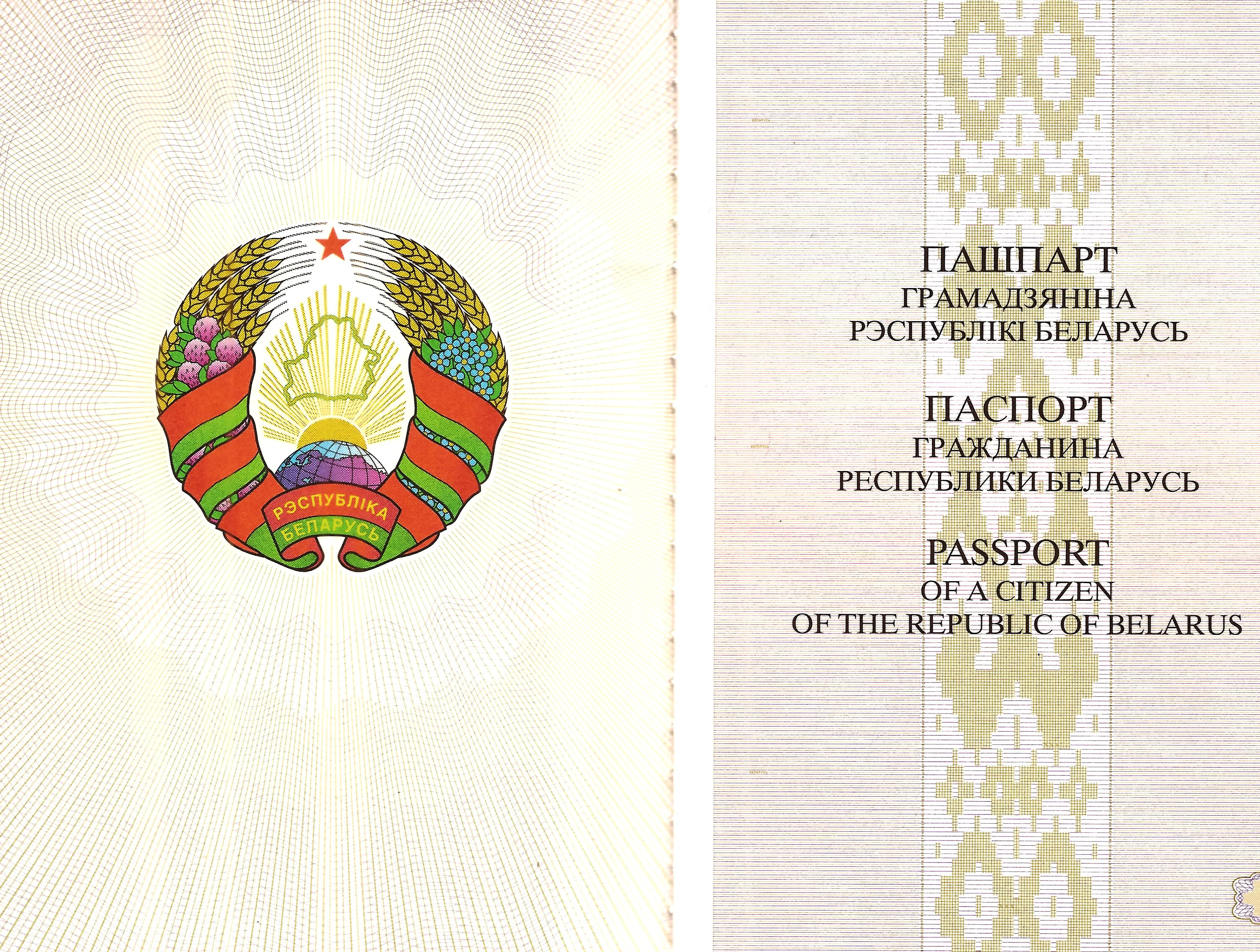
位於白俄羅斯護照左方的國徽

現行有關規範白俄羅斯國徽在設計和使用方面的法律，是在2004年7月5日通過的。其中，法律第301-3號第3章第9條明文羅列官方對國徽設計的描述，並對有關設計作出規範，而據官方的規例，國徽可以使用全彩色、單色光或雙色作為設計。第10條規定，國徽必須在指定地點展示，這些地方包括白俄羅斯總統的官邸、白俄羅斯共和國國民大會議院、以及中央及地方政府官廳等等。此外，國徽還可以用於由政府印行的文件，當中包括白俄羅斯盧布、白俄羅斯護照和官方信頭等。
該法還限制了國徽在其他場合的使用，例如所有城鎮和各州的紋章或徽章，設計上一律不得模仿整個國徽或國徽的一部份。此外，除在《國家象徵法》內列出的組織以外，任何組織或團體如希望使用國徽，需經事先批准。一般而言，在尊敬國徽為大前提下，白俄羅斯公民與海外人士均可使用國徽，不過除了白俄羅斯政府官員外，普通民眾不可在私人信箋或名片上展示國徽。
除法律所載以外，國徽亦常用於其他場合。例如每當電視按時播放國歌《我們白俄羅斯人》的時候，國徽和國旗會在國歌的開始和結束時顯示在螢幕上。另外，國徽也常展示於總統大選和地方選舉的投票箱及相關的競選郵件。至於白俄羅斯的邊境哨崗亦會展示國徽。

## 歷史

### 柏康理亞
目前的國徽於1995年全民公投確認其地位前，白俄羅斯所使用的國徽名謂柏康理亚，亦稱為獵人（Vytis）。柏康理亞的中心部分是一名騎士騎著一匹白色（銀色）的戰馬，並以其右手將銀劍高舉至頭部以上。此外，騎士持著銀盾，銀盾上有一個黃色的牧首十字。
尽管白俄罗斯人拥有独特的民族身份和语言，但在 1991 年之前，他们从未拥有过政治主权，除了在 1918 年短暂的白俄罗斯人民共和国使用骑手作为其标志的短暂时期。 直到 20 世纪，普鲁士、波兰、立陶宛和俄罗斯对白俄罗斯领土的外国统治才创造了独特的白俄罗斯国家象征。
柏康理亞曾經多次被訂定為紋章，第一次是1366年作為立陶宛大公國的統治者阿基爾達斯訂為國徽，其後國徽繼續使用，直至立陶宛大公國（後來由俄羅斯帝國命名為白俄羅斯）在1795年時被俄羅斯帝國吞併後才停用，可是國徽的設計最終仍併入了帝國國徽。多年以後，白俄羅斯詩人馬克西姆·巴達爾諾維奇（1891年－1917年）在他的作品《柏康理亞》提出重用舊國徽。到1918年，國祚甚短的白俄羅斯人民共和國一度重用柏康理亞作為國徽。至於最近的一次，則是在1991年，白俄羅斯脫離蘇聯宣佈獨立時，再一次採用柏康理亞作為國徽。自柏康理亞不再是白俄羅斯的官方標誌後，白俄羅斯的反對派團體，例如白俄羅斯人民陣線便以柏康理亞作為其政黨的黨徽，或以此當作是一種對白俄羅斯領導人亞歷山大·盧卡申科的反對及不滿。

柏康理亞作為波蘭立陶宛聯邦國徽的一部分
柏康理亞作為波蘭立陶宛聯邦國徽的一部分
波兰立陶宛联邦的国徽的一部分
俄羅斯帝國白俄羅斯和立陶宛省的聯合省徽（1882年）
柏康理亞作為白俄羅斯人民共和國國徽的一部分（從1918年起，沒有聯合式設計的國徽被采納）
柏康理亞作為白俄羅斯人民共和國國徽
波莱谢省省徽，柏康利亚标志
白俄羅斯人民共和国拉达標志
1991-1995年的白俄羅斯國徽
現時的立陶宛國徽（從1992年起）

### 其他

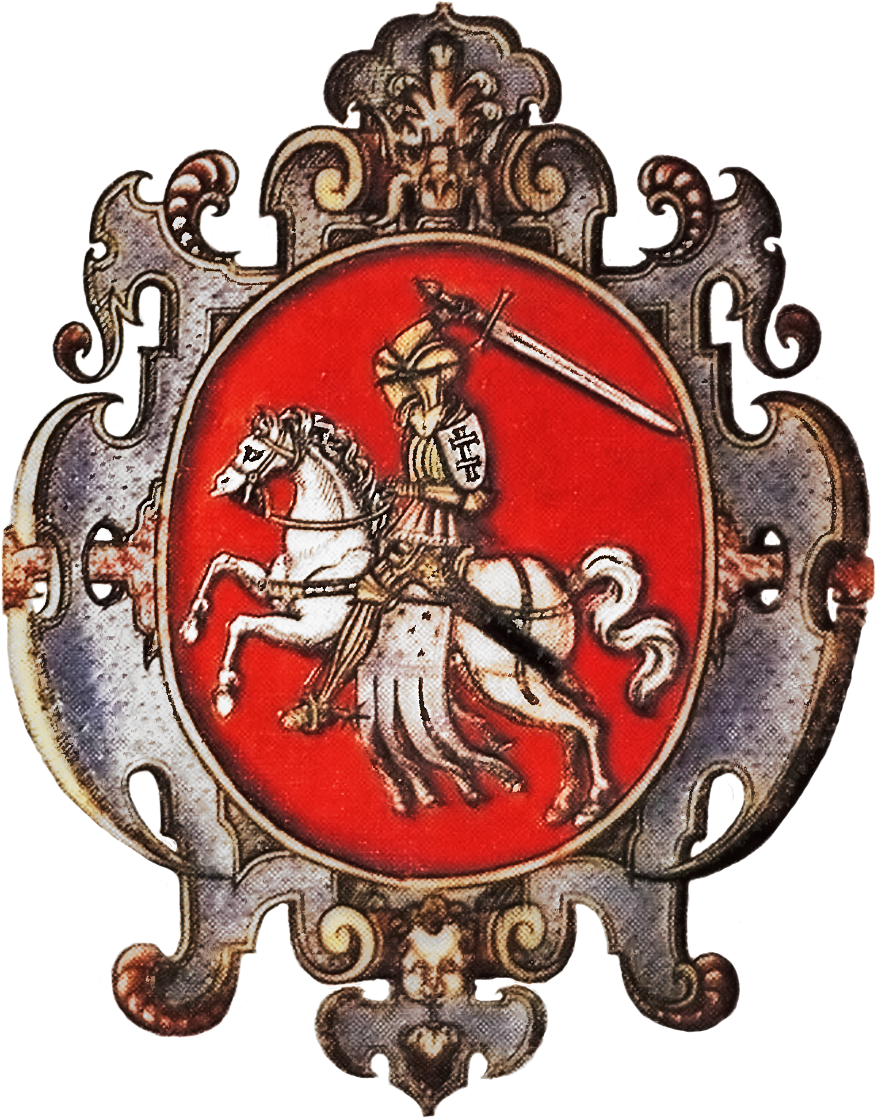
16世紀以來的立陶宛大公國國徽
帶有柏康利亞徽號的立陶宛大公國國徽
俄羅斯帝國維捷布斯克省省徽上的柏康理亞（從1856年起）
俄羅斯帝國維捷布斯克省省徽上的柏康理亞
1943–1944年的白俄羅斯中央拉達標志

### 白俄羅斯蘇維埃社會主義共和國
從1920年至1991年蘇聯解體前，白俄羅斯蘇維埃社會主義共和國一直使用國徽而非紋章。白俄羅斯蘇維埃社會主義共和國使用的第一個標誌是於1919年通過的，它和當時的俄羅斯和烏克蘭國徽相類似。國徽的中心地區的標誌是一個紅色盾狀物，盾狀物底部是一徐徐升起的金太陽，太陽之上是金色的錘子與鐮刀，象徵著團結工人和農民。錘子與鐮刀的上方的四個字母以黑色顯示，代表著白俄羅斯蘇維埃社會主義共和國。（BSSR）是共和國名稱（Беларуская Савецкая Сацыялістычная Рэспубліка）的縮寫。國徽的外圍是小麥穗和紅絲帶，紅絲帶上以黑色的白俄羅斯文銘刻著共產格言「全世界無產者，聯合起來！」的字樣。
1937年，白俄羅斯採用了一個新的國徽，新的國徽去除了盾牌和包括更多的文字。國徽的右側是橡樹葉，左側則是小麥與苜蓿。國徽的中心是一個太陽正在地球背後上升。錘子、鐮刀和紅星則顯示在太陽之上。圍繞著小麥和橡樹葉的是紅絲帶，紅絲帶上有以白俄羅斯語、意第緒語、俄語和波蘭語寫成的「全世界無產者，聯合起來！」的國家格言（從左至右）。共和國的縮寫（Б.С.С.Р）從原本位於國徽的上方改為置於國徽下方。1927年，除去了彩帶底部的字詞，兩個國徽是一樣的。代表著白俄羅斯蘇維埃社會主義共和國的以取代。
在1950年，國徽再次改變。國徽的主要特點是中心部分錘子與鐮刀互相交叉，錘子與鐮刀是一個普遍的共產象徵，象徵著共產黨團結工人和農民。錘子與鐮刀的下方是太陽於地球背面上升。國徽的外圍是小麥穗花；左邊是三葉草和右方是亞麻。纏繞著小麥穗的紅絲帶，令人聯想起象徵著共產主義運動的紅色旗幟。國徽的底部顯示了共和國的縮寫（БССР）。彩帶上有以白俄羅斯語和俄語寫成的「全世界無產者，聯合起來！」，左側的是白俄羅斯語，右邊則是俄語。錘子與鐮刀之上的是具共產主義色彩的紅星。1950年的國徽版本是由苏联人民艺术家伊万·伊万诺维奇·杜巴索夫所設計的。

1920年時的國徽
1921年時的國徽
1927年時的國徽
1926年的國徽
1938年到1949年使用的国徽
1949年到1958年使用的国徽
1958年到1981年時的國徽
1981年到1991年時的國徽

### 1995年全民公投
在1995年5月14日，公民投票在白俄羅斯所有地區展開，其中的四個問題中，有一道問題是：「你支持採用新的國徽嗎？」選民的投票支持的比率達64.7％，新的國家國徽被批准的比例為3：1（75.1％對24.9％）。反對黨嚴厲批評了公民投票的進行方式，包括國徽的確切措辭的問題。公投前，反對黨還批評對手將柏康理亞與舊時的白-紅-白相間國旗和德國作比較。原因是柏康理亞與白-紅-白相間國旗在二戰時曾被德國控制的白俄羅斯中央拉達政府使用，正因如此，亞歷山大·盧卡申科認為更換國徽象徵著蘇聯，尤其是在蘇德戰爭的勝利。他說道：
我們已經成功取回國旗。我們還給了你們回憶和尊嚴。
2020年2月，白俄羅斯國民議會決議更新國徽，其中以白俄羅斯為中心的地球增加了歐洲部分的面積，同時減少俄羅斯的比例，國徽中央的國家輪廓自綠色改為金色。直至2021年1月7日以法律形式正式通过。

1995年公投建議的國徽樣式
最終討論使用的國徽樣式
1995年到2021年使用的國徽
2021年起使用的國徽

## 外部連結
- （英文）白俄罗斯共和国总统网站 State Symbols of the Republic of Belarus （页面存档备份，存于）
- （俄文） 2004 Закон о Национальном Символика Республики Беларусь （页面存档备份，存于）
- （俄文） 1995 Закон о Национальном герб Республики Беларусь （页面存档备份，存于）
- （俄文） Краткая история белорусской символики （页面存档备份，存于）
- （俄文） - Герб Республики Беларусь （页面存档备份，存于）